# Мораиш, Жуниор
Ираньютон Соуза Мораиш Жуниор (порт. Iraneuton Sousa Morais Júnior; 22 июля 1986 года, Сан-Луис, Бразилия) — бразильский и румынский футболист, защитник румынского клуба «Рапид (Бухарест)».
В сентябре 2017 года Мораиш получил румынское гражданство, однако в сборную Румынии пока не вызывался.

## Клубная карьера
Жуниор Мораиш — воспитанник бразильского клуба «Сан-Кристован», в составе которого он в 2006 году и начинал свой профессиональную карьеру футболиста. В середине 2009 года защитник перешёл в португальский «Фреамунде». 
С начала 2011 года бразилец представлял румынскую «Астру». 28 февраля 2011 года Жуниор Мораиш дебютировал в румынской Лиге 1, выйдя в основном составе в домашней игре с «Глорией» из Быстрицы. 28 июля 2012 года он забил свой первый гол на высшем уровне, выведя свою команду вперёд в счёте в домашнем поединке против «Стяуа».
Летом 2017 года, после шести с половиной лет в «Астре», Жуниор Мораиш перешёл в «Стяуа». Спустя два года футболист отправился в «Газиантеп», впервые в своей истории вышедший тогда в турецкую Суперлигу.